# Rosanna Arquette

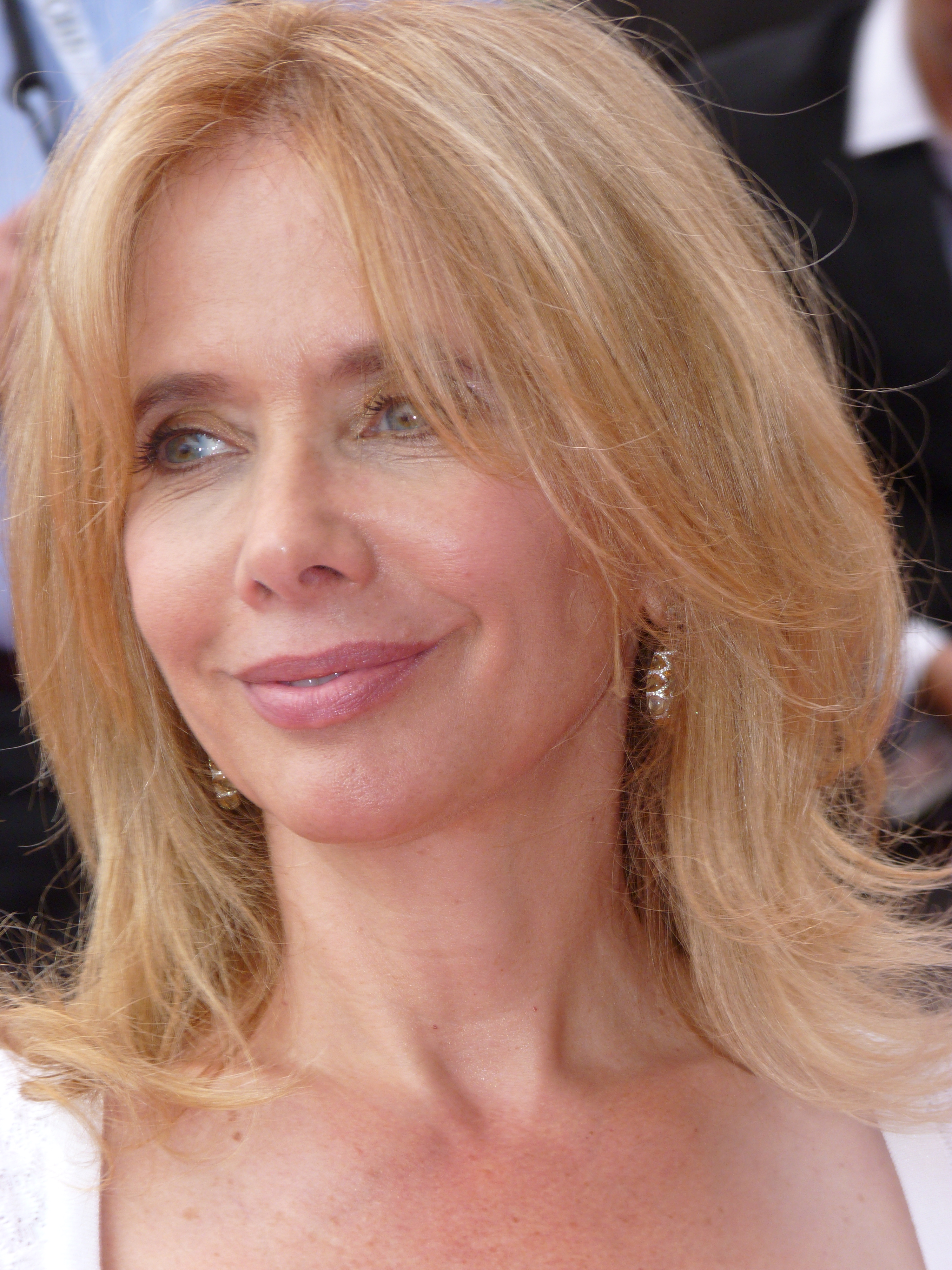
Rosanna Arquette beim Monte-Carlo Television Festival, 2012

Rosanna Lisa Arquette (* 10. August 1959 in New York) ist eine US-amerikanische Schauspielerin.

## Leben
Ihr Großvater, Cliff Arquette (1905–1974), war ein Fernsehkomiker, ihr Vater, Lewis Arquette, Schauspieler und Mitbegründer der satirischen Improvisationstruppe „Committee“. Diese Einflüsse weckten frühzeitig ihr Interesse an der Schauspielerei. Ihre Geschwister David, Patricia, Alexis und Richmond sind bzw. waren ebenfalls Schauspieler. Rosanna wuchs in einem liberalen Elternhaus auf, das unter dem Einfluss der 68er-Generation auf freie Erziehung setzte; sie ist das älteste von fünf Geschwistern. Mit 15 Jahren beschloss sie, durch die USA zu trampen, und bemühte sich mit 17 Jahren erfolgreich um mehrere kleine Bühnen- und Fernsehrollen.
In den 1980ern und 1990ern behauptete Arquette sich im Filmgeschäft und war in zahlreichen Filmen zu sehen. Häufig spielte sie dabei unkonventionelle, verrückte, bisweilen leicht exzentrische Frauen jenseits gesellschaftlicher Normen. Schlagartig berühmt wurde die Amerikanerin 1985, als sie an der Seite von Madonna in der Komödie Susan … verzweifelt gesucht spielte.
Später inszenierte und produzierte sie auch Filme. Sie drehte und produzierte die Dokumentationen Searching for Debra Winger (2002) und All We Are Saying (2005).
Aus ihrer Ehe mit John Sidel hat Rosanna Arquette eine Tochter namens Zoe Sidel.
Im August 2013 heiratete sie in vierter Ehe den Investmentbanker Todd Morgan.

## Trivia
- Von den Mitgliedern der Band Toto wurde mehrfach dementiert, dass ihr der Hit Rosanna gewidmet sei, den David Paich schrieb, als Rosanna Arquette mit dem Toto-Musiker Steve Porcaro liiert war. Vielmehr habe man ihren Vornamen für den ansonsten bereits fertig geschriebenen Song „einfach genommen“, weil er gut als Titel und für den Refrain passte.[1]
- 1992 begann sie bereits die Hauptrolle im Film Flug ins Abenteuer zu spielen. Nach zehn Tagen brach die Produktionsfirma die Dreharbeiten mit der Crew ab und engagierte neue Schauspieler.
- Der britische Pop-Rock-Musiker Peter Gabriel schrieb das Lied Secret World von 1992[2] nach der Auflösung seiner Ehe mit seiner ersten Frau Jill Gabriel und seiner Trennung von Rosanna Arquette. Er sagte, der Song handele „von der privaten Welt, die zwei Menschen bewohnen, und den privaten Welten, die sie als Individuen innerhalb dieses Raums bewohnen“.[3] Der Liedtext von Secret World befasst sich mit der Komplexität einer heimlichen Beziehung und erforscht Themen wie versteckte Liebe, Selbstentdeckung und die Illusionen, die wir uns machen.[4] Ursprüngliche Inspiration des Liedtextes des Liedes Digging in the Dirt, das 2024 auch von Sheryl Crow aufgenommen wurde, war das Ende Gabriels Beziehung mit Rosanna Arquette.[5]

## Filmografie (Auswahl)
- 1977: Having Babies II (Fernsehfilm)
- 1979: The Party is over… Die Fortsetzung von American Graffiti (More American Graffiti)
- 1979–1980: Shirley (Fernsehserie, 13 Folgen)
- 1980: Im Sommercamp ist die Hölle los (Gorp)
- 1981: Der lange Weg nach Hause (A Long Way Home, Fernsehfilm)
- 1981: S.O.B. – Hollywoods letzter Heuler (S.O.B.)
- 1982: Johnny Belinda (Fernsehfilm)
- 1983: Baby it’s you
- 1983: Die Eine tut’s, die Andere nicht (One Cooks, the Other Doesn’t, Fernsehfilm)
- 1984: Die Parade (The Parade, Fernsehfilm)
- 1985: Die Zeit nach Mitternacht (After Hours)
- 1985: Silverado
- 1985: Der Flieger (The Aviator)
- 1985: Susan … verzweifelt gesucht (Desperately Seeking Susan)
- 1986: 8 Millionen Wege zu sterben (8 Million Ways to Die)
- 1986: Sei stark, Cassie! (Nobody’s Fool)
- 1987: Amazonen auf dem Mond oder Warum die Amis den Kanal voll haben (Amazon Women on the Moon)
- 1988: Im Rausch der Tiefe (Le Grand bleu)
- 1988: Warum muß Wesley sterben? (Promised a Miracle, Fernsehfilm)
- 1989: New Yorker Geschichten (New York Stories)
- 1989: Black Rainbow – Schwarzer Regenbogen (Black Rainbow)
- 1990: Rache ist süß! (Sweet Revenge)
- 1990: Separation (Fernsehfilm)
- 1990: Wendy – Wenn Träume wahr werden (Wendy Cracked a Walnut)
- 1991: Flug durch die Hölle (Flight of the Intruder)
- 1991: General Custers letzte Schlacht (Son of the Morning Star, Fernsehfilm)
- 1991: Houdini & Company – Der Geist des Magiers (The Linguini Incident)
- 1992: Getrennte Wege (Fathers & Sons)
- 1992: Schreie im Wald (In the Deep Woods, Fernsehfilm)
- 1993: Ohne Ausweg (Nowhere to Run)
- 1993: Schatten der Leidenschaft (The Wrong Man)
- 1994: Pulp Fiction
- 1994: Erbarmungslos gejagt (Nowhere to Hide, Fernsehserie)
- 1995: The Moviemaker
- 1996: Crash
- 1997: White Lies – Das Leben ist zu kurz, um ehrlich zu sein (White Lies)
- 1997: Der 100.000 $ Fisch (Gone Fishin’)
- 1997: Do Me A Favor
- 1997: Scharfe Täuschung (Deceiver)
- 1998: Die unschuldige Mörderin (I Know What You Did, Fernsehfilm)
- 1998: Buffalo ’66
- 1998: Hell’s Kitchen – Vorhof zur Hölle (Hell’s Kitchen)
- 1998: Eine zweite Chance (Hope Floats)
- 1998: Voodoo Dawn
- 1999: Bei Geburt vertauscht (Switched at Birth, Fernsehfilm)
- 2000: Keine halben Sachen (The Whole Nine Yards)
- 2000: Das blonde Biest – Wenn Mutterliebe blind macht (Poison, Fernsehfilm)
- 2000: Too Much Flesh
- 2001: Joe Dreck (Joe Dirt)
- 2001: Good Advice – Guter Rat ist teuer (Good Advice)
- 2001: Protokoll eines Sexsüchtigen (Diary of a Sex Addict)
- 2003: Rush of Fear – Gefährliche Beute (Rush of Fear, Fernsehfilm)
- 2004: Summerland Beach (Summerland, Fernsehserie, Folge 1x09 Skipping School)
- 2004–2007: The L Word – Wenn Frauen Frauen lieben (The L Word, Fernsehserie, 5 Folgen)
- 2005: Iowa
- 2005: Criminal Intent – Verbrechen im Visier (Law & Order: Criminal Intent, Fernsehserie, Folge 4x14 Sex Club)
- 2005: Malcolm mittendrin (Malcolm in the Middle, Fernsehserie, Folge 7x01 Burning Man)
- 2006: I-See-You.Com
- 2006: Grey’s Anatomy (Fernsehserie, Folge 2x11 Einsamkeit)
- 2006–2007: What About Brian (Fernsehserie, 24 Folgen)
- 2008: Lipstick Jungle (Fernsehserie, Folge 2x07 Chapter Fourteen: Let the Games Begin)
- 2008: Operation Marijuana (Growing Op)
- 2009: Nora Roberts: Das Leuchten des Himmels (Northern Lights, Fernsehfilm)
- 2009: American Pie präsentiert: Das Buch der Liebe (American Pie Presents: The Book of Love)
- 2010: Run for Her Life (Inhale)
- 2011: The Divide – Die Hölle sind die anderen (The Divide)
- 2012: Royal Pains (Fernsehserie, 2 Folgen)
- 2013–2014: Ray Donovan (Fernsehserie, 6 Folgen)
- 2014: Law & Order: Special Victims Unit (Fernsehserie, Folge 15x14 Wednesday’s Child)
- 2014: Draft Day
- 2015: Kill Your Friends
- 2015: CSI: Cyber (Fernsehserie, Folge 1x08 Selfie 2.0)
- 2016: Lovesong
- 2016. Frank & Lola
- 2016: Falsely Accused
- 2017: Die Wurzeln des Glücks (Holy Lands)
- 2018: Das etruskische Lächeln (The Etruscan Smile)
- 2018: Billionaire Boys Club
- 2018. Octavio Is Dead!
- 2020: Love Is Love Is Love
- 2020: Puppy Love
- 2020: Ratched (Fernsehserie, 2 Folgen)
- 2021: The L Word: Generation Q (Fernsehserie, Folge 2x05 Lobsters, Too)
- 2022: Signs of Love
- 2022–2023: Big Sky (Fernsehserie, 2 Folgen)
- 2024: Aus Mangel an Beweisen (Presumed Innocent, Fernsehserie, Folge 1x03 Discovery)
- 2024: Succubus
- 2024: Futra Days
- 2024: Here's Yianni!

## Auszeichnungen und Nominierungen
| Jahr | Organisation                                    | Kategorie                           | Film                      | Resultat  |
| ---- | ----------------------------------------------- | ----------------------------------- | ------------------------- | --------- |
| 1983 | Primetime Emmy                                  | Beste Darstellerin einem Special    | The Executioner’s Song    | Nominiert |
| 1984 | Boston Society of Film Critics Awards           | Beste Darstellerin                  | Baby It’s You             | Gewonnen  |
| 1986 | BAFTA Awards                                    | Beste Nebendarstellerin             | Desperately Seeking Susan | Gewonnen  |
| 1986 | Golden Globe                                    | Beste Darstellerin – Comedy/Musical | Desperately Seeking Susan | Nominiert |
| 1986 | Independent Spirit Awards                       | Beste Darstellerin                  | After Hours               | Nominiert |
| 1987 | BAFTA Awards                                    | Beste Nebendarstellerin             | After Hours               | Nominiert |
| 1989 | Sitges – Catalonian International Film Festival | Beste Darstellerin                  | Black Rainbow             | Gewonnen  |
| 1990 | Australian Film Institute                       | Beste Darstellerin                  | ...Almost                 | Nominiert |
| 1990 | Fantasporto                                     | International Fantasy Film Award    | Black Rainbow             | Gewonnen  |
| 1991 | Mystfest                                        | Beste Darstellerin                  | Black Rainbow             | Gewonnen  |
| 2000 | Teen Choice Awards                              | Film – Choice Hissy Fit             | The Whole Nine Yards      | Nominiert |
| 2007 | Fantasporto                                     | Special Career Award                |                           | Gewonnen  |

## Musikvideos
- 2021: George Harrison – My Sweet Lord (Frau im Kino)[6]